# نوفاروبتا

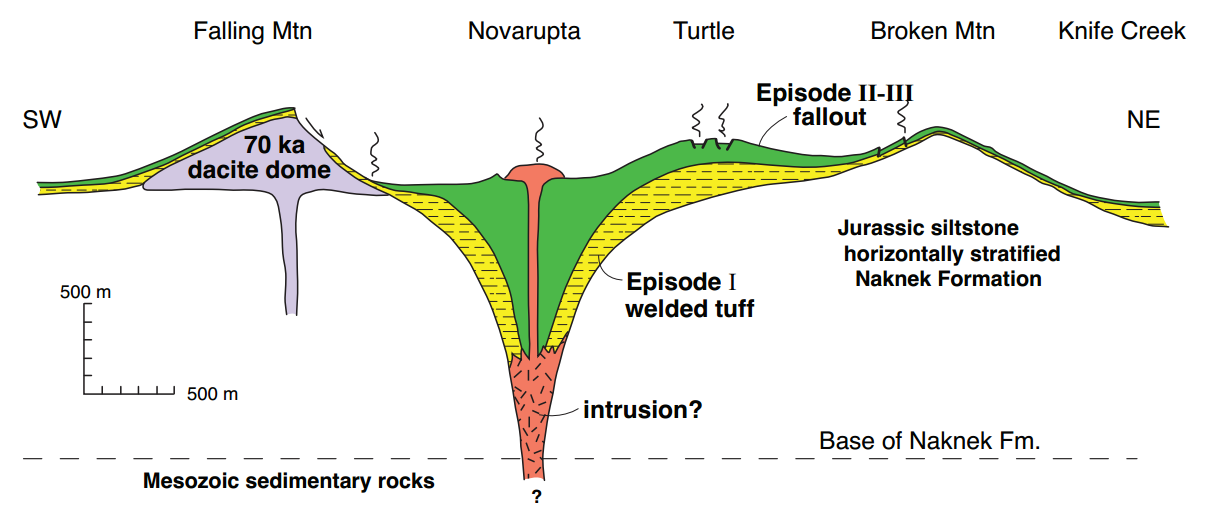
المقطع العرضي الجيولوجي لنوفاروبتا.

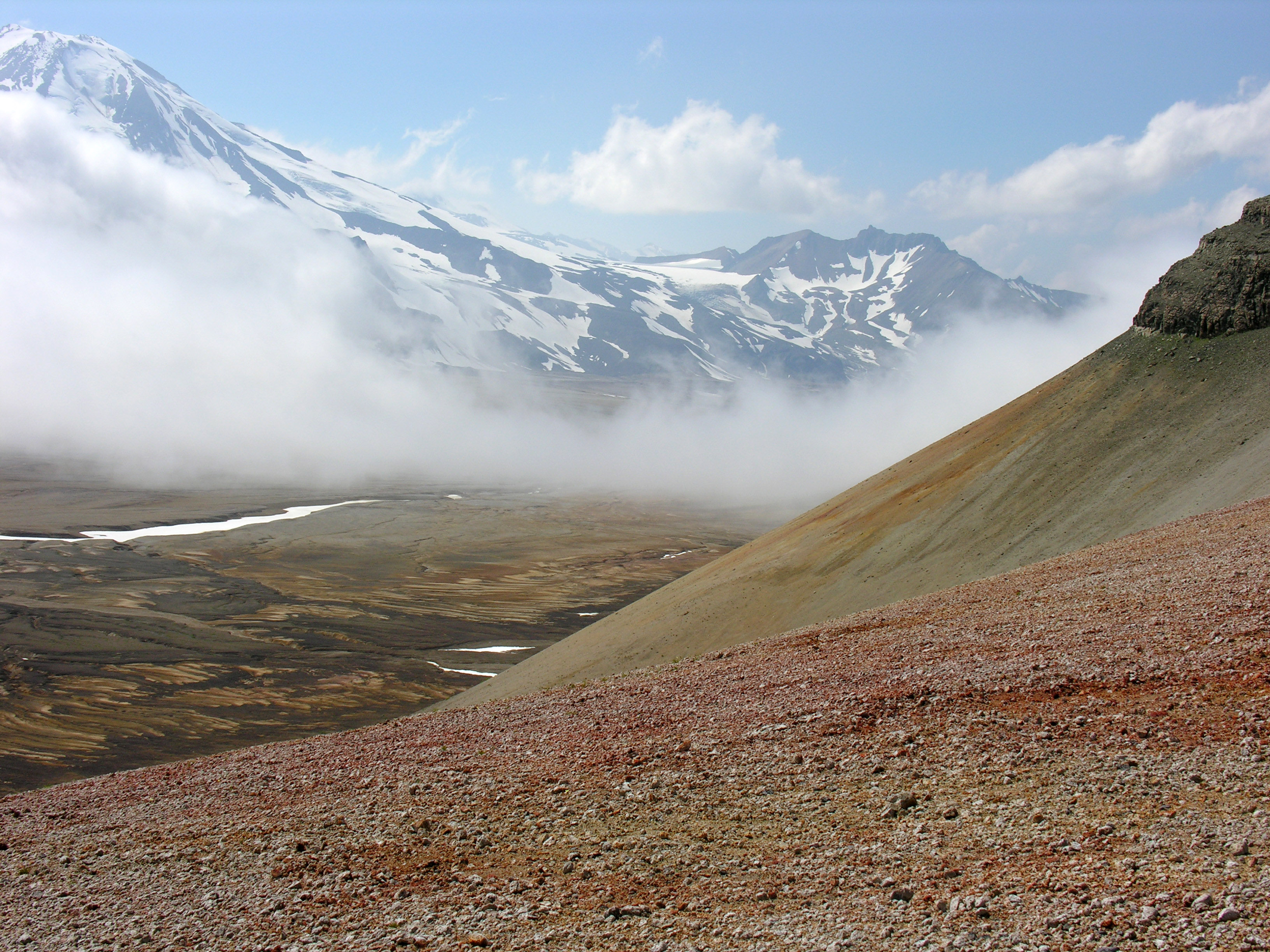
الرماد الناتج من وادي العشرة آلاف دخان.

نوفاروبتا (بالإنجليزية: Novarupta)‏، التي تعني باللاتينية «الثوران الحديث»، وهو بركان تشكل عام 1912، يقع في شبه جزيرة ألاسكا في محمية كاتماي الوطنية، حوالي 290 ميلاً (470 كم) جنوب غرب أنكوريج. تشكلت خلال أكبر ثوران بركاني في القرن العشرين، وأطلقت نوفاروبتا 30 ضعف حجم الصهارة من ثوران بركان جبل سانت عام 1980.

## ثوران عام 1912
كان ثوران بركان نوفاروبتا في عام 1912، وقد كان نوفاروبتا هو الأكبر الذي حدث خلال القرن العشرين. بدأت في 6 يونيو عام 1912، وبلغت ذروتها في سلسلة من الانفجارات العنيفة.
تم تقييمه بدرجة 6 على مؤشر التفجر البركاني، وأدى الثوران الذي استمر 60 ساعة إلى طرد 3.1 إلى 3.6 ميل مكعب (13 إلى 15 كيلومتر مكعب) من الرماد، أي ثلاثين ضعف ما حدث في ثوران جبل عام 1980 في سانت هيلينز. نتج عن الصهارة المنفجرة من الريوليت والداسيت وأنديزيت أكثر من 4.1 ميل مكعب (17 كم 3) من تساقط الهواء وحوالي 2.6 ميل مكعب (11 km3) من تدفق الرماد الحممي.
خلال القرن العشرين، كان ثوران بركان جبل بيناتوبو في الفلبين عام 1991 وثوران بركان سانتا ماريا في غواتيمالا عام 1902 فقط من حيث الحجم، طرد جبل بيناتوبو 2.6 ميل مكعب (11 كم 3) من التفرا، وسانتا ماريا أقل بقليل.
حدث إنفجاران كبيران على الأقل في جزر الهند الشرقية الهولندية، إندونيسيا حاليًا خلال القرن التاسع عشرعام 1815 إندلع ثوران جبل تامبورا سنة 1815 في تامبورا 150 كيلومتر مكعب من التيفرا، وثوران بركان كراكاتوا عام 1883 (4.8 متر مكعب أو 20 كيلومتر مكعب من التيفرا).
وقع ثوران نوفاروبتا على بعد حوالي 6.59 ميل (10.61 كم) من قمة بركان جبل كاتماي و4000 قدم (1200 م) أسفل قمة جبل كاتماي بعد ثوران البركان وأثناء الثوران، إندلعت كمية كبيرة من الصهارة من تحت منطقة جبل كاتماي، مما أدى إلى تكوين فتحة بطول 1.2 ميل (2 كم) على شكل قمع وإنهيار قمة جبل كاتماي، مما أدى إلى تكوين 2000 عمق القدم (600 م)، (3 × 4 كم) كالديرا.
إنتهى الإندفاع ببثق قبة حمم بركانية من الريوليت التي كانت تسد القصبة البركانية. تشكل القبة التي يبلغ إرتفاعها 295 قدمًا (90 مترًا) وعرضها 1180 قدمًا (360 مترًا) ما يُشار إليه الآن باسم نوفاروبتا.
على الرغم من حجم الثوران البركاني لم تحدث وفيات بشكل مباشر. وصفت روايات شهود عيان من الأشخاص الموجودين في إتجاه الريح في مسار سحابة كثيفة من الرماد الإنخفاض التدريجي للرؤية إلى لا شيء تقريبًا.
هدد الرماد بتلويث مياه الشرب وتدمير الموارد الغذائية، لكن سكان ألاسكا الأصليين تلقوا المساعدة في بقائهم من خلال المعارف التقليدية التي إنتقلت عبر الأجيال من الثورات البركانية السابقة. ومع ذلك، تم التخلي عن القرى الأصلية التي شهدت أعنف شلالات الرماد وتم نقل السكان.

## وادي العشرة آلاف دخان
تشكلت تدفقات البيروكلاستيك من ثوران وادي العشرة آلاف دخان، الذي أطلق عليه عالم النبات روبرت عام 1916. الثوران البركاني الذي شكّل وادي العشرة آلاف دخان هو أحد الثورات القليلة في التاريخ المسجل التي أنتجت طفة ملحومة، مما أدى إلى إنتاج العديد من الفومارول التي استمرت لمدة 15 عامًا.

## حديقة كاتماي الوطنية
تم إنشاء كاتمي كمنتزه ومحمية وطنية في عام 1980، ويقع في شبه جزيرة ألاسكا على الجانب الآخر من جزيرة كودياك، ويقع المقر الرئيسي في «كينج سالمون» (King Salmon) القريب، على بعد حوالي 290 ميل (470 كم) جنوب غرب أنكوريج.
تم تعيين المنطقة في الأصل كنصب تذكاري وطني في عام 1918 لحماية المنطقة المحيطة بثوران نوفاروبتا عام 1912 و40 ميلًا مربعًا (104 كم 2)، 100 إلى 700 قدم (30 إلى 210 م)، تدفق الحمم البركانية من وادي العشرة آلاف يدخن.